# Portmarnock
Portmarnock ( Iers: Port Mearnóg) is een plaats in het  Ierse graafschap Dublin. Bestuurlijk valt Portmarnock sinds 1994 onder Fingal. In 2002 had de plaats 8376 inwoners. 
Portmarnock ligt aan de DARTlijn. Vanaf het station is het 20 minuten naar Connolly in hartje Dublin.